# زیبا غنی‌یوا
زیبا غنی‌یوا (ترکی آذربایجانی: Ziba Paşa qızı Qəniyeva; ۲۰ اوت ۱۹۲۳ – ۲۰۱۰) فرد نظامی اهل اتحاد جماهیر شوروی سوسیالیستی بود.
وی همچنین برندهٔ جوایزی همچون مدال دفاع از مسکو و نشان پرچم سرخ شده‌است.